# John H. Atkinson
John Herbert Atkinson (* 3. Oktober 1942) ist ein britischer Bauingenieur (Geotechnik).
Atkinson studierte Bauingenieurwesen und Bodenmechanik am Imperial College in London. Danach forschte er an der Universität Cambridge und war Senior Lecturer am University College Cardiff, bevor er 1980 als Reader und ab 1985 Professor für Bodenmechanik an der City University London ging. Er gründete dort das Geotechnical Engineering Research Centre und war Mitgründer des Londoner Geozentrifugen-Zentrums (London Geotechnical Centrifuge Center). Er war als geotechnischer beratender Ingenieur zehn Jahre für Ove Arup and Partners tätig und für Coffey Geotechnics.
Er beriet unter anderem in Australien, beim Great-Man-Made-River-Projekt in Libyen, bei geotechnischen Projekten in Kairo und in der Nordsee.
1994 hielt er die Rankine Lecture (Non-linear soil stiffness in routine design). Er war Vorstand der Ingenieursgeologie-Abteilung der Geological Society. Er ist Herausgeber von Geotechnique.

## Schriften
- Introduction to the Mechanics of Soils and Foundations: through critical state soil mechanics, McGraw Hill 1993, 2. Auflage Taylor and Francis 2007
- Foundations and slopes: an introduction to applications of critical state soil mechanics, Wiley 1981
- mit P. L. Bransby The mechanics of soils: an introduction to critical state soil mechanics, McGraw Hill 1978